# Sturnidae
Los estúrnidos (Sturnidae) son una familia de aves paseriformes que se compone de unos 35 géneros de estorninos y mináes de Eurafrasia.
Los estorninos tienen patas fuertes, su vuelo es fuerte y directo y son muy gregarios. Su hábitat preferido es el campo abierto y se alimentan de insectos y fruta. Varias especies viven cerca de viviendas humanas y son efectivamente omnívoras. Muchas especies buscan presas como grubs mediante el "sondeo de pico abierto", es decir, abriendo con fuerza el pico tras introducirlo en una grieta, expandiendo así el agujero y exponiendo la presa; este comportamiento se conoce con el verbo alemán zirkeln (pronunciado /ˈtsɪʁkl̩n/). 
El plumaje de muchas especies es típicamente oscuro con un brillo metálico. La mayoría de las especies anidan en agujeros y ponen huevos azules o blancos.
Los estorninos tienen vocalizaciones diversas y complejas y se sabe que incorporan sonidos de su entorno a sus propias llamadas, como alarmas de autos y patrones del habla humana. Las aves pueden reconocer a individuos concretos por sus llamadas y son objeto de investigación sobre la evolución del lenguaje humano.

## Descripción

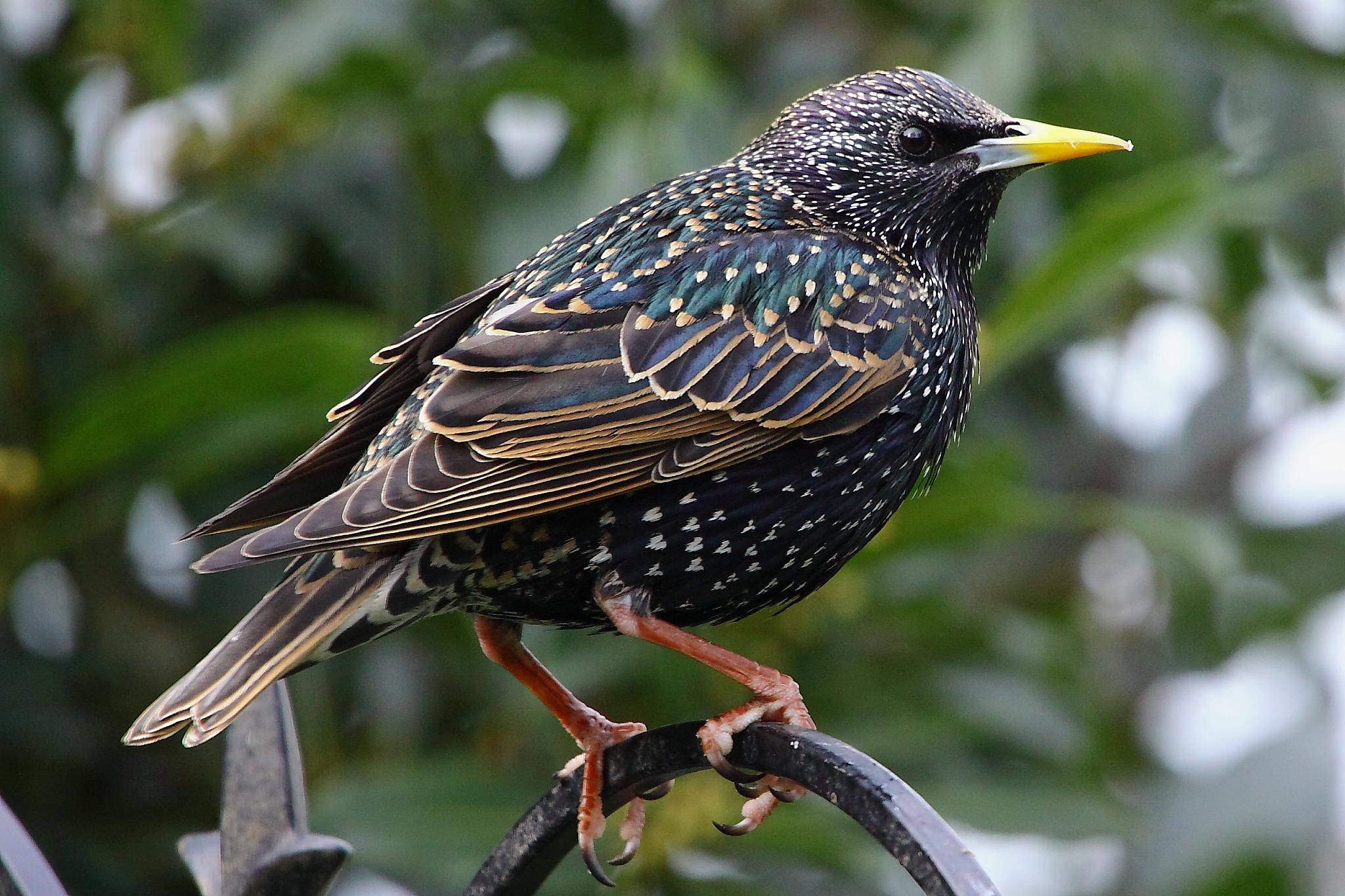
El estornino pinto (Sturnus vulgaris) tiene un plumaje iridiscente.

Los estorninos son paseriformes de tamaño medio. La especie de cuerpo más corto es el estornino de Kenrick (Poeoptera kenricki), con 15 cm (6 pulgadas), pero la especie más ligera es el estornino de Abbott (Poeoptera femoralis), que pesa 34 g (1+1⁄4 oz). El estornino más grande, si nos atenemos a las medidas estándar y quizá al peso, es el myna de las colinas de Nias (Gracula robusta). Esta especie puede medir hasta 36 cm (14 pulgadas), y en la domesticación pueden pesar hasta 400 g (14 onzas). Las mynas del género Mino, que rivalizan con las especies anteriores en volumen, si no en dimensiones, también son grandes, especialmente la myna de cara amarilla (M. dumontii) y la myna de cola larga (M. kreffti). La especie más larga de la familia es el myna de cuello blanco (Streptocitta albicollis), que puede medir hasta 50 cm (19+1⁄2 pulgadas), aunque alrededor del 60 % de esta especie parecida a la urraca se debe a su larguísima cola.
El dimorfismo sexual es menor en el plumaje, pero sólo 25 especies presentan diferencias entre ambos sexos. El plumaje del estornino suele ser de colores brillantes debido a la iridiscencia; este color se deriva de la estructura de las plumas, no de ningún pigmento. Algunas especies de estornino pinto presentan crestas o plumas eréctiles en la cresta. Otras ornamentaciones incluyen plumas alargadas en la cola y zonas desnudas de colores brillantes en la cara. Estos colores pueden proceder de pigmentos o, como en el estornino de Bali, del color estructural, causado por la dispersión de la luz en fibras de colágeno paralelas. Los iris de muchas especies son rojos y amarillos, aunque los de las aves más jóvenes son mucho más oscuros.

## Distribución geográfica, hábitat y movimientos

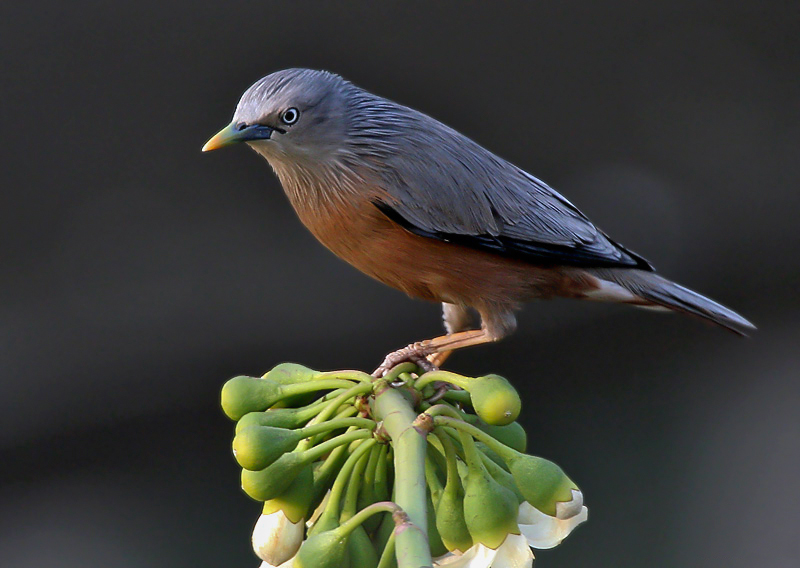
El estornino malabar (Sturnia malabarica) es un migrante parcial en gran parte del este de su área de distribución, pero sus movimientos son poco conocidos.

Los estorninos habitan una amplia gama de hábitats desde el Círculo polar ártico hasta el Ecuador. De hecho, el único hábitat que no suelen ocupar son los desiertos arenosos más secos. La familia está naturalmente ausente de América y de grandes zonas de Australia, pero está presente en la mayor parte de Europa, África y Asia. El género Aplonis también se ha extendido ampliamente por las islas del Pacífico, llegando a Polinesia, Melanesia y Micronesia (además, una especie del género Mino ha llegado a las Islas Salomón). Además, una especie de este género es el único estornino que se encuentra en el norte de Australia.
Las especies asiáticas son más comunes en los bosques de hoja perenne; 39 especies que se encuentran en Asia son predominantemente aves forestales, frente a 24 que se encuentran en entornos más abiertos o modificados por el hombre. Por el contrario, las especies africanas suelen encontrarse en bosques abiertos y sabanas; 33 especies son especialistas en zonas abiertas, frente a 13 auténticas especies forestales. La gran diversidad de especies de Asia y África no es comparable a la de Europa, que cuenta con una especie muy extendida (y muy común) y dos especies más restringidas. El estornino pinto está muy extendido y es extremadamente variado en su hábitat, ocupando la mayoría de los tipos de hábitats abiertos. Como muchas otras especies de estorninos, también se ha adaptado fácilmente a hábitats modificados por el hombre, como granjas, huertos, plantaciones y zonas urbanas.
Algunas especies de estorninos son migratorias, ya sea en su totalidad, como el estornino de Shelley (Lamprotornis shelleyi), que se reproduce en Etiopía y Somalilandia y migra a Kenia, Tanzania y Somalia, o como el estornino chino (Sturnia sinensis), que es migratorio en parte de su área de distribución, pero residente en otras.
El estornino pinto (Sturnus vulgaris) fue introducido a propósito en Norteamérica entre los años 1870 y 1890 por múltiples sociedades de aclimatación, organizaciones dedicadas a introducir flora y fauna europeas en Norteamérica por motivos culturales y económicos. Una historia persistente alega que Eugene Schieffelin, presidente de la Sociedad Americana de Aclimatación, decidió que todas las aves mencionadas por William Shakespeare debían estar en Norteamérica, lo que llevó a la introducción del estornino pinto en EE. UU. Aunque Schieffelin y otros miembros de la sociedad liberaron estorninos en Central Park en 1890, las aves ya estaban en Estados Unidos al menos desde mediados de la década de 1870, y Schieffelin no se inspiró en las obras de Shakespeare para hacerlo.

## Comportamiento
Los estorninos son generalmente una familia altamente social. La mayoría de las especies se asocian en bandadas de varios tamaños a lo largo del año. La murmuración es el agrupamiento de estorninos, que incluye el comportamiento de enjambre de sus grandes formaciones de vuelo. Estas bandadas pueden incluir otras especies de estorninos y a veces especies de otras familias. Esta sociabilidad es particularmente evidente en su comportamiento de pernoctación; en la temporada de no cría, algunas pernoctaciones pueden contar con miles de aves.

### Imitación
Los estorninos imitan una variedad de especies de aves y tienen un repertorio de entre 15 y 20 imitaciones distintas. También imitan algunos sonidos distintos a los de las aves silvestres. Se imitan preferentemente los llamados de especies abundantes o de estructura frecuencial simple y con poca modulación de amplitud. Los dialectos de sonidos imitados pueden ser locales.

### Dieta y alimentación

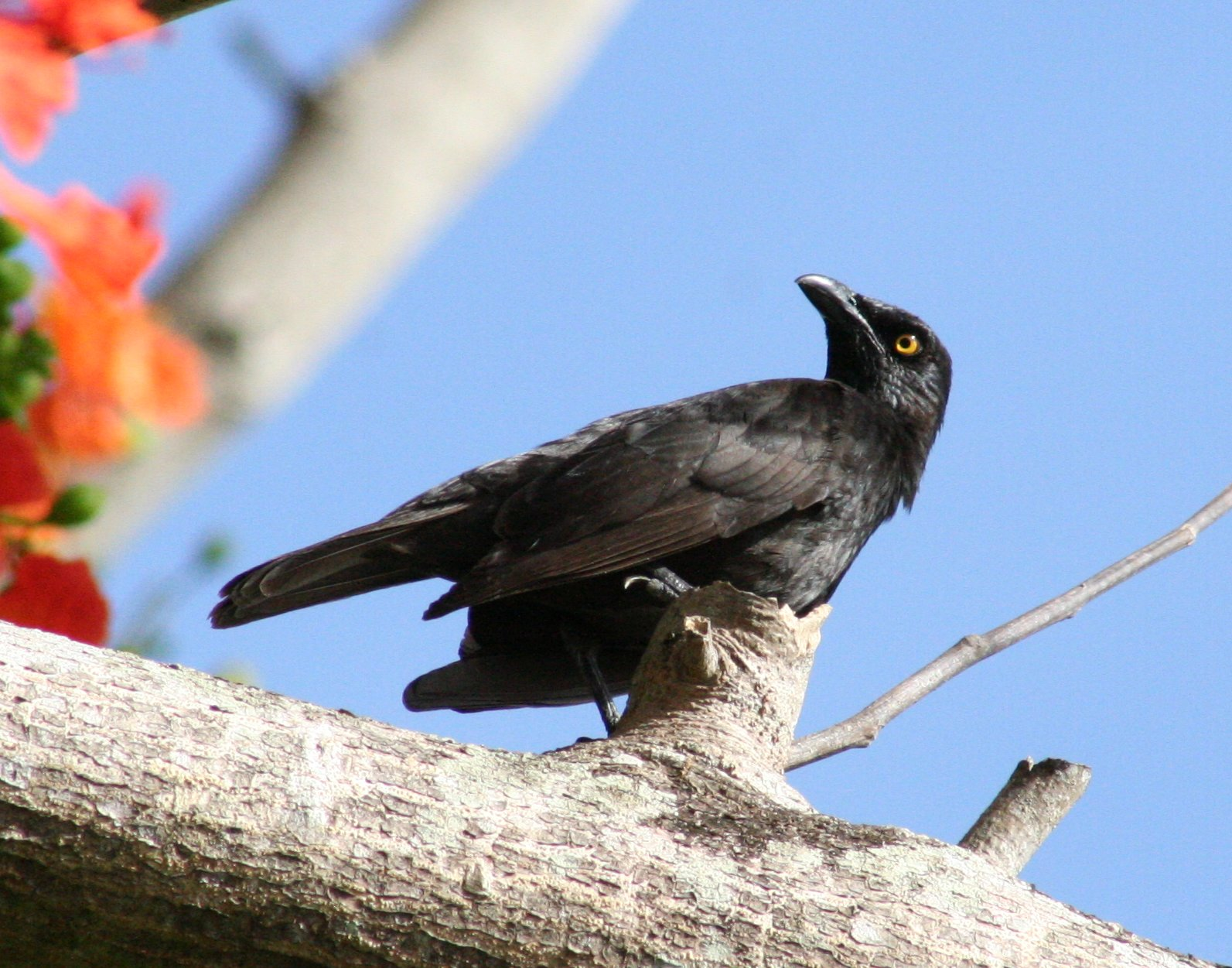
Se ha observado al estornino de Micronesia alimentándose de huevos de aves marinas.

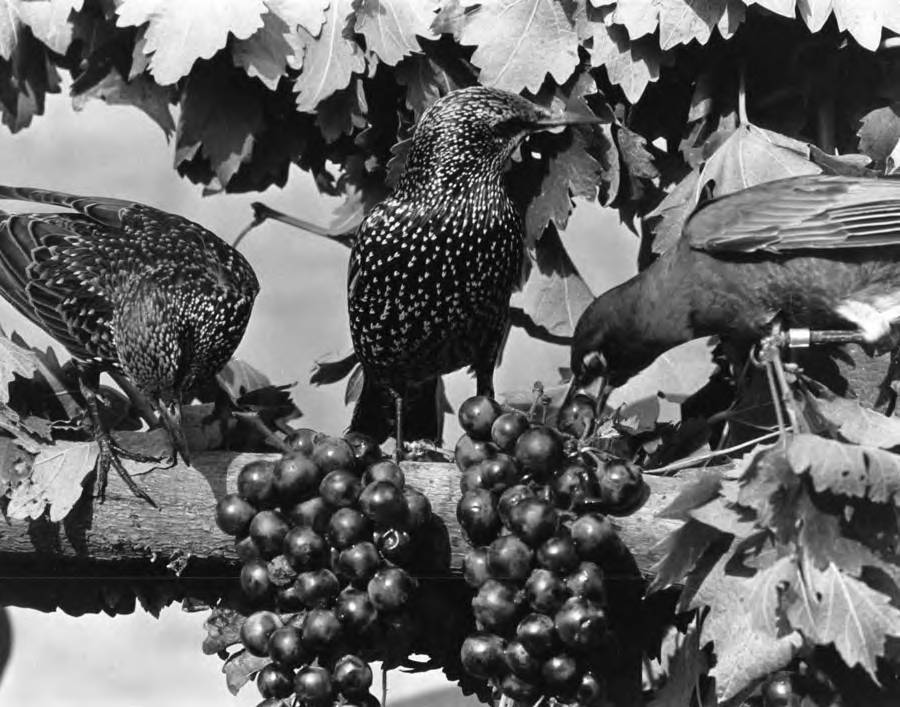
Dos estorninos y un petirrojo americano (derecha) en un emparrado: El petirrojo americano está arrancando una uva. Los petirrojos y los estorninos causan graves daños a las uvas en maduración en California y otros lugares.

La dieta de los estorninos suele estar dominada por frutas e insectos. Muchas especies son importantes dispersores de semillas, en Asia y África, por ejemplo, el sándalo y el baniano indio. Además de los árboles, también son importantes dispersores de parásitos muérdago. En Sudáfrica, el estornino pinto de alas rojas es un importante dispersor de la introducida Acacia cyclops. Se ha observado que los estorninos se alimentan de fruta demasiado madura en fermentación, lo que llevó a la especulación de que podrían intoxicarse con el alcohol.
Experimentos de laboratorio con estorninos europeos han descubierto que tienen enzimas de eliminación que les permiten descomponer el alcohol muy rápidamente. Además de consumir frutas, muchos estorninos también consumen néctar. Se desconoce hasta qué punto los estorninos son polinizadores importantes, pero al menos algunos lo son, como el estornino de pico fino del África oriental alpina, que poliniza lobelias gigantes.

## Taxonomía
La familia de los estorninos Sturnidae fue introducida (como Sturnidia) por el polímata francés Constantine Samuel Rafinesque Constantine Samuel Rafinesque en 1815.
Los estorninos pertenecen a la superfamilia Muscicapoidea, junto con zorzales, pájaro moscón y chats, así como mirlo acuático, que son parientes bastante lejanos, y Mimidae (zorzales y sinsontes). Estos últimos son aparentemente los parientes vivos más cercanos de los Sturnidae, los sustituyen en América, y tienen un estilo de vida bastante similar pero más solitario. También son morfológicamente bastante parecidos: durante muchas décadas se creyó que un ejemplar parcialmente albinístico de un mímido, etiquetado erróneamente para sugerir un origen del Viejo Mundo, representaba a un estornino extinguido (véase Estornino de Rodrigues para más detalles).

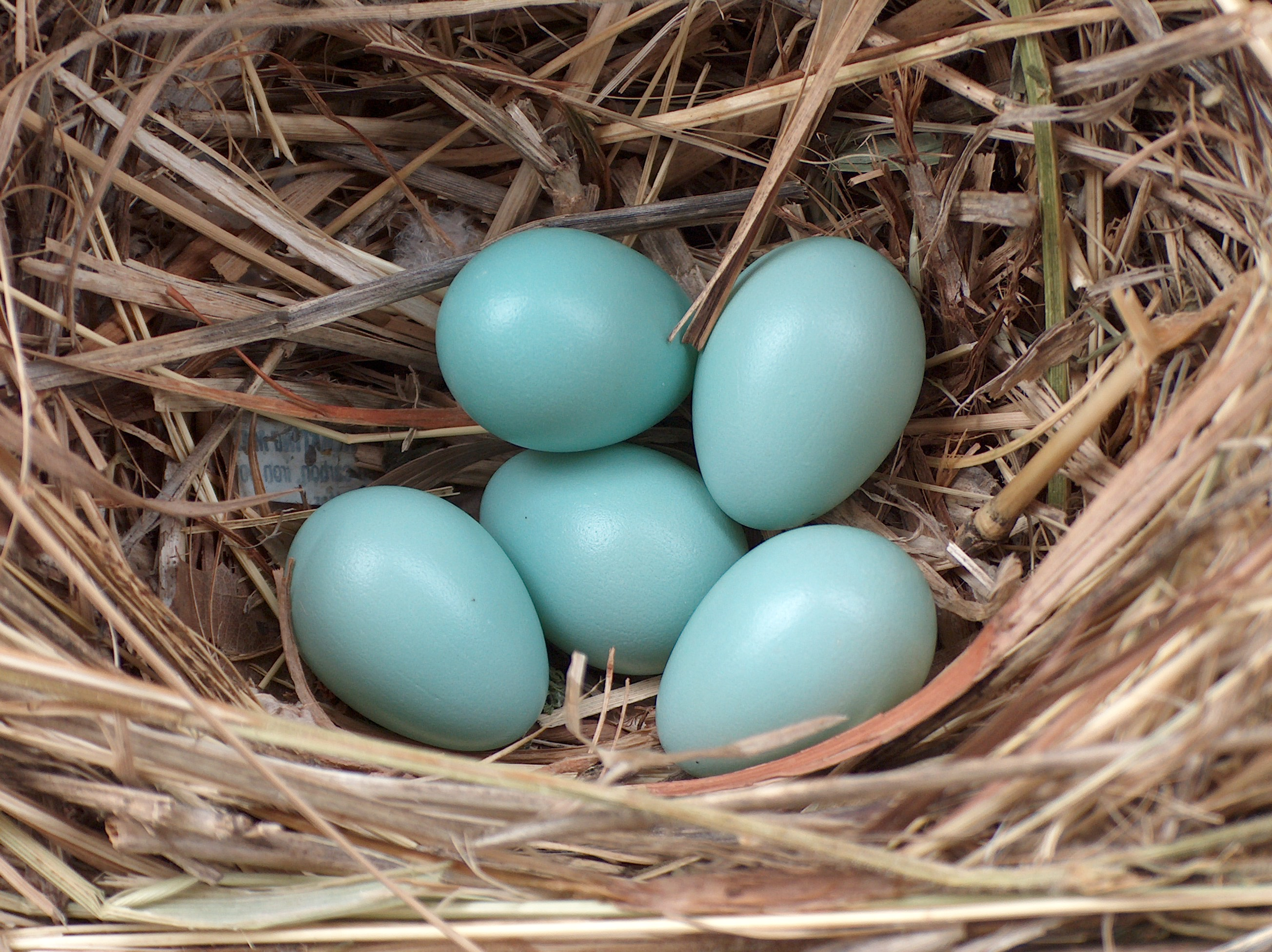
Huevos de estornino europeo.

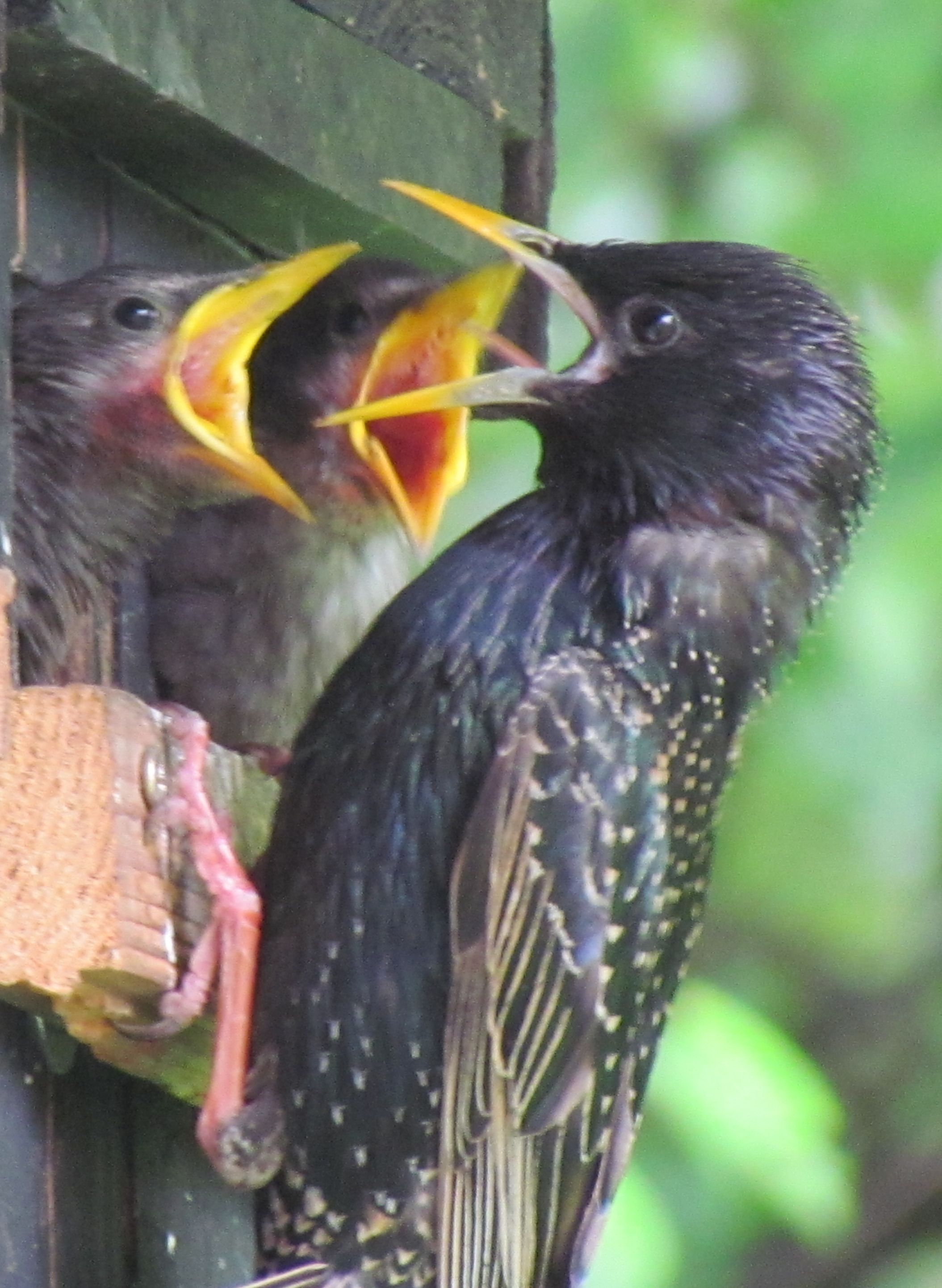
Adulto alimentando crías.

Los oxpeckers a veces se colocan aquí como una subfamilia, pero el peso de la evidencia se ha desplazado hacia la concesión de su estatus de familia completa como un miembro más basal del grupo Sturnidae-Mimidae, derivado de una expansión temprana en África.
Se reconocen 123 especies clasificadas de la siguiente forma:
- Subfamilia Graculinae G.R. Gray, 1841
  - Tribu Rhabdornithini Greenway, 1967
    - Rhabdornis Reichenbach, 1853

  - Tribu Graculini G.R. Gray, 1841
    - Basilornis Bonaparte, 1850 
    - Sarcops Walden, 1875
    - Streptocitta Bonaparte, 1850
    - Mino Lesson, 1827
    - Ampeliceps Blyth, 1842
    - Gracula Linnaeus, 1758
    - Enodes Temminck, 1839
    - Scissirostrum Lafresnaye, 1845
    - Aplonis Gould, 1836
- Subfamilia Sturninae Rafinesque, 1815
  - Tribu Sturnini Rafinesque, 1815
    - Sturnus Linnaeus, 1758
    - Creatophora Lesson, 1847
    - Pastor Temminck, 1815
    - Gracupica Lesson, 1831
    - Agropsar Oates, 1889
    - Sturnornis Legge, 1879
    - Leucopsar Stresemann, 1912
    - Fregilupus † Lesson, 1830
    - Necropsar † Slater, 1879
    - Cryptopsar[13] † Hume, 2014
    - Sturnia Lesson, 1837
    - Spodiopsar Sharpe, 1889
    - Acridotheres Vieillot, 1816

  - Tribu Cinnyricinclini
    - Hartlaubius Bonaparte, 1853
    - Cinnyricinclus Lesson, 1840

  - Tribu Onychognathini Bonaparte, 1854
    - Onychognathus Hartlaub, 1849

  - Tribu Lamprotornini Swainson, 1831
    - Notopholia Roberts, 1922
    - Hylopsar Boetticher, 1940
    - Saroglossa Hodgson, 1844
    - Neocichla Sharpe, 1876
    - Grafisia Bates, 1926
    - Speculipastor Reichenow, 1879
    - Poeoptera Bonaparte, 1854
    - Lamprotornis Temminck, 1820